# Aphis chilopsidi
Aphis chilopsidi är en insektsart. Aphis chilopsidi ingår i släktet Aphis och familjen långrörsbladlöss. Inga underarter finns listade i Catalogue of Life.